# خانه کلانتری ندوشن
خانه کلانتری ندوشن مربوط به دوره زند است و در ندوشن، محله قلعه واقع شده و این اثر در تاریخ ۱۰ خرداد ۱۳۸۲ با شمارهٔ ثبت ۹۱۴۰ به‌عنوان یکی از آثار ملی ایران به ثبت رسیده است.